# Drie Rechters
De Drie Rechters zijn drie figuren in het hiernamaals van de Griekse mythologie. Zij zetelden in de onderwereld en spraken recht over de overledenen. De rechters - Minos, Rhadamanthys en Aeacus - waren zonen van Zeus, de oppergod.
Ze waren op aarde grote koningen geweest. Minos, bekend van de minotaurus en Rhadamanthys waren volle broers, Aeacus was hun halfbroer.
De rechters besloten in welk deel van de onderwereld de overledene terecht zou komen. Rhadamanthys oordeelde over de zielen van de Aziaten en Aeacus over die van de Europeanen. Minos had de beslissende stem. De drie delen van de onderwereld waren:
- Tartaros: het gedeelte bestemd voor de gestraften;
- Elyzeese Velden: de verblijfplaats van de gelukzaligen;
- De eeuwige vlakte: de bestemming van hen die noch goed, noch slecht hadden geleefd.